# Ostiarius
De ostiarius (deurbewaarder, deurwacht of koster in het Nederlands, van het Latijn ostia = deur) is de eerste wijdingsgraad van de lagere wijdingen.
In vrijwel geheel de Katholieke Kerk is deze wijding sinds het Tweede Vaticaans Concilie (1962-1965) achterwege gelaten.
Het Priesterbroederschap van Sint Petrus en verschillende andere genootschappen die in communio met Rome zijn verbonden, passen deze wijding nog toe.  Ook het Priesterbroederschap St. Pius X, dat veelal schismatisch geacht wordt ten opzichte van het Vaticaan, heeft dit aangehouden.
De meest voorname kerkelijke functies die vanuit de wijdingsgraad van ostiarius worden gevoerd zijn koster, kerkbaljuw en kerkwacht of deurwacht.